# Ostřice Chabertova
Ostřice Chabertova (Carex chabertii, syn.: Vignea chabertii) je druh jednoděložné rostliny z čeledi šáchorovité (Cyperaceae). Někdy je udávána také pod jménem tuřice Chabertova. Druh je součástí taxonomicky složitého komplexu Carex muricata agg.

## Popis
Jedná se o rostlinu dosahující výšky nejčastěji 30–120 cm. Je vytrvalá a trsnatá s dřevnatým oddenkem. Listy jsou střídavé, přisedlé, s listovými pochvami. Lodyha je trojhranná, delší než listy, drsná. Čepele listů jsou asi 3–4 mm široké, ploché nebo uprostřed žlábkovité. Na bázi listové čepele je jazýček, který je u horních listů asi 2–5 mm dlouhý. Ostřice Chabertova patří mezi stejnoklasé ostřice, všechny klásky vypadají víceméně stejně a obsahují samčí a samičí květy. V dolní části klásku jsou samičí květy, v horní samčí. Klásky jsou uspořádány do cca 2,5–6 cm dlouhého lichoklasu (klasu klásků), mošničky jsou za plodu rovnovážně šikmo vzhůru vzpřímené, nikoliv rovnovážně rozestálé. Na bázi dolních klásků často jsou štětinovité listeny, které výrazně přesahují klásek. Květenství není zcela souvislé, dolní klásky jsou často oddálené, nejspodnější až o 6–19 mm. Okvětí chybí. V samčích květech jsou zpravidla 3 tyčinky. Čnělky jsou většinou 2. Plodem je mošnička, kopinatá (nikoliv vejcovitá jako třeba u ostřice měkkoostenné), cca 4,6–5,7 mm dlouhá, na vrcholu pozvolna zúžená do celkem dlouhého zobánku, který je trochu vyhnutý. Každá mošnička je podepřená plevou, která je hnědě rezavá až světle hnědá. Kvete nejčastěji v květnu až v červnu. Počet chromozómů: 2n=54.

## Rozšíření
Ostřice Chabertova roste v Evropě. Přesné rozšíření není díky taxonomické obtížnosti skupiny jednoduché stanovit.

## Rozšíření v Česku
V ČR se vyskytuje celkem běžně v listnatých lesích, popř. na pasekách teplejších oblastí Moravy. V Čechách je vzácnější. V minulosti nebyla mnohými autory dobře odlišována od příbuzných druhů.

## Příbuzné druhy
V ČR roste ještě několik dalších druhů z taxonomicky obtížné skupiny ostřice měkkoostenné (Carex muricata agg.): ostřice klasnatá (Carex contigua s. str.), ostřice měkkoostenná (Carex muricata s. str.), ostřice Pairaova (Carex pairae), ostřice mnoholistá (Carex leersiana) a ostřice přetrhovaná (Carex divulsa).